# 천슈
천슈(Chen Shu, 1977년 3월 9일 ~ )는 중화인민공화국의 영화배우이다.

## 출연작

### 드라마
- 2012년 저장 위성 텔레비전 중국람극장 《정자무활》 - 선홍 역
- 2013년 동방 위성 텔레비전 황금극장 《천진우도현실》 - 양천진 역
- 2014년 안후이 위성 텔레비전 해돈제일극장 《남사친을 사랑해》 - 엽산 역
- 2014년 장쑤 위성 텔레비전 행복극장 《일대효웅》 - 정입설 역
- 2016년 베이징 텔레비전 품질극장 《소별리》 - 천지에 역
- 2018년 저장 위성 텔레비전 중국람극장 《화평반점》 - 전가영 역
- 2018년 후난위성텔레비전 청춘진행중 《택천기》 - 성후 역
- 2019년 베이징 텔레비전 품질극장 《막후지왕 : 러브 온 에어》 - 위하이룬 역
- 2020년 후난위성텔레비전 금응독파극장 《완미관계》 - 사대라 역
- 2020년 중국중앙텔레비전 황금강당극장 《수설아결불료혼》 - 전뢰 역
- 2020년 동방 위성 텔레비전 동방극장 《재일기》 - 진여 역
- 2023년 후난위성텔레비전 금응독파극장 《백색성보》 - 관링 역